# Neoplàsia benigna
Una neoplàsia benigna (i rarament denominat com neoplasma benigne) o tumor benigne és un tumor neoplàstic al qual li manca la capacitat de metàstasi. Exemples típics de tumors benignes són les berrugues i els fibroides uterins.
El terme benigne implica una malaltia lleu i que no progressa. Algunes neoplàsies es defineixen com "tumors benignes" per mancar-los les propietats invasores dels càncers. Els tumors benignes poden, però, produir efectes negatius en la salut, encara que molts tipus de tumors benignes són inofensius per la salut humana. Entre els exemples d'efectes negatius dels tumors benignes s'inclouen aquells que produeixen efectes de massa (compressió dels òrgans vitals com són els vasos sanguinis), o els tumors dels teixits del sistema endocrí, els quals poden produir un excés d'hormones.
Típicament els tumors benignes estan envoltats per una superfície exterior fibrosa que inhibeix la seva capacitat de comportar-se de manera maligna. Però molts tipus de tumors benignes tenen potencial d'esdevenir malignes i alguns tipus, com el teratoma, són notables per això.

## Classificació
Els neoplasmes benignes es designen pel sufix "-oma" (però no -carcinoma, -sarcoma, o -blastoma, els quals són generalment càncers). Per exemple, un lipoma és un tumor benigne comú en les cèl·lules de greix (lipòcits), i un condroma és un tumor benigne e les cèl·lules que formen cartílag (condròcits). Adenomes són tumors benignes i s'especifiquen com, per exemple, adenoma hepàtic (del fetge). Per raons històriques es mantenen termes com melanoma i seminoma (els dos són de càncer).
En alguns casos, certs tumors "benignes" esdevenen malignes. Un exemple és adenoma tubular, un tipus comú de pòlip del còlon important precursor del càncer de colon. Les cèl·lules dels adenomes tubulars mostren l'anormalitat dita displàsia.
Els tumors benignes poden ser: 
- Fibroma: teixit conjuntiu fibrós
- Mixoma: teixit conjuntiu laxe
- Lipoma: teixit adipós
- Condroma: teixit cartilaginós
- Osteoma: teixit ossi
- Hemangioma o angioma: teixit vascular
- Limfangioma: teixit limfàtic
- Meningioma: meninges
- Tumor glòmic: teixit nerviós de sostén
- Mioma: tumor del teixit muscular
  - Leiomioma: teixit muscular llis
  - Rabdomioma: teixit muscular estriat
- Papil·loma: teixit epitelial formant papil·les
- Adenoma: teixit glandular, com per exemple Tumor de Warthin
- Teratoma: cèl·lules totipotencials, amb components de teixits o òrgans que recordin els derivats normals de les tres capes germinals
- Nevus: melanòcits

## Signes i símptomes
N'hi ha molts, inclouen:
- Sagnat o sagnat ocult que causa anèmia
- Pressió que causa dolor o disfunció
- Canvis cosmètics
- picor
- 'Síndromes hormonals' per les hormones secretades pel tumor
- Obstrucció, per exemple obstrucció intestinal
- Compressió dels vasos sanguinis o dels òrgans vitals

## Tractament
Alguns tumors benignes no requereixen tractament; altres han de ser extrets si causen problemes. La cirurgia és el tractament més normal. La majoria dels tumors benignes no responen a la quimioteràpia o la radioteràpia, encara que hi ha excepcions.